# Clémence Vieira
Clémence Vieira (Grenoble, 1 de novembro de 2000) é uma jogadora de vôlei de praia francesa.

## Carreira
A prática desportiva deu-se aos oito anos de idade no voleibol de quadra (indoor) quando ingressou no Grenoble Volley Université Club, inspirada por sua mãe que jogou em alto nível.E aos 17 anos de idade passou a praticar apenas o vôlei de praia, graduada pela Escola de engenharia INSA de Toulouse, se destaca como uma das melhores jogadoras de vôlei de praia do país. Na temporada de 2017-18, formava dupla com Marie Nevot, e juntas terminaram na nona posição na edição do Campeonato Europeu Sub-18 de 2017 em Cazã. No período de 2018-19, formou dupla com Mia Guyot-Polverini e terminaram na décima sétima posição no  Campeonato Europeu Sub-20 de 2018 em Anapa e o quinto lugar no Campeonato Europeu Sub-22em Jūrmala. Em 2019, estrearam no circuito mundial, no torneio uma estrela de Montpellier, finalizando em nono lugar, depois, terminaram na décima sétima posição no torneio uma estrela em Göteborg, mais adiante atuou com Pia Szewczyk e terminaram na vigésima primeira posição no uma estrela de Knokke-Heist e alcançaram a nona posição no Campeonato Europeu Sub-22 realizado em Antália e disputaram o qualificatório para o FIVB World Tour Finals de 2019 sediado em Roma, ao lado de Lézana Placette.Na edição do Campeonato Europeu Sub-22 de 2020, disputou ao lado de Pia Szewczyk e finalizaram em nono lugar. Em 2021, jogou com Lou Gouin, Elsa Descamps e com Aline Chamereau, sendo campeã das etapas de Anglet, Saintes e Montbéliard, além do terceiro lugar em Saint-Martin-de-Ré,  do circuito nacional,  venceu também a etapa de Utrecht pelo circuito alemão.
Com Aline Chamereau, alcançou o nono lugar no torneio duas estrelas em Brno, quarto lugar no uma estrela de Nijmegen e o décimo sétimo lugar no quatro estrelas de Itapema. Ao lado de Lou Gouin, competiu no Campeonato Europeu Sub-22 de 2021 em Baden, finalizando na décima sétima posição. Em 2022, de volta com a dupla com Aline Chamereau, conquistaram o título da etapa de Locarno pelo circuito suíço, depois,  terminaram na vigésima quinta posição nos Challenges de Itapema e Doha, décima nona posição no Challenge de Kuşadası e no primeiro evento Challenge de Dubai, ainda conquistaram  a vigésima primeira posição no Elite 16 de Paris, e no Campeonato Europeu de 2022 sediado em Munique terminaram na vigésima quinta colocação.
Na temporada de 2023, formando dupla com Aline Chamereau, conquistou o primeiro pódio no circuito mundial, no Future sediado em Lille, além das medalhas de bronze nos Futures realizados em Brno e Varsóvia. Em 2024, a dupla conquistou  as nonas posições no Challenge de Recife, Saquarema, Xiamen  e Stare Jabłonki, somado a outros resultados, conquistaram a vaga para os Jogos Olímpicos de Verão de 2024.

## Títulos e resultados
- Future de Lille do Circuito Mundial de 2023
- Future de Brno do Circuito Mundial de 2023
- Future de Varsóvia do Circuito Mundial de 2023
- 1* de  Nijmegen do Circuito Mundial de 2021